# Rio Sucuru
O rio Sucuru é um rio brasileiro que banha o estado da Paraíba. É um dos formadores do rio Paraíba no seu alto curso (junta-se aos rios do Meio e da Serra para formar o Paraíba).

## Bacia hidrográfica
A região rio Sucuru é um importante centro agropecuário do estado e tem como principal características climáticas os prolongados períodos de secas, sendo portanto um rio intermitente. A precipitação média da região gira em torno dos 400 milímetros, e a vegetação se caracteriza por mata de caatinga.
Tem sido desenvolvido em sua bacia o trabalho denominado «Projeto de Aproveitamento de Recursos Integrados do Rio Sucuru», que visa, com base nas imagens espaciais, levantar as formas de uso atual da terra, a drenagem e os corpos d'água da região. Com a análise temporal das fotos, usando-se as imagens de 1984 e de 1990, pretende-se estabelecer o planejamento adequado principalmente dos recursos hídricos, bem como a definição de quatro grandes classes de uso da terra pelo tamanho das propriedades de sua bacia.
Sobre sua importância como um dos formadores do Paraíba, no livro Homens do Nordeste, e outros ensaios lê-se:
[O rio Paraíba] nasce na serra de Jabitacá, na comarca de Monteiro, com o nome de rio do Meio, por correr entre dois de igual força: o da Serra à direita e o Sucuru à esquerda.
O primeiro explorador conhecido a adentrar a região foi Antônio de Oliveira Lêdo, que no fim do século XVII percorreu a região vindo da Bahia. A denominação do rio provém do nome de um povo indígena que habitava a região: os sucurus.